# Пешково (Ростовская область)
Пе́шково — село в Азовском районе Ростовской области. Административный центр Пешковского сельского поселения.

## География
Расположено в 8 км южнее по трассе Азов-Староминская районного центра — города Азова.
Село находится на левобережье реки Кагальник.

## Население
| 1989 | 2002  | 2010  | 2021  |
| ---- | ----- | ----- | ----- |
| 2823 | ↗3601 | ↗3982 | ↗5331 |

## Известные уроженцы
- Карпенко,Николай Борисович — первый заместитель главы администрации Магаданской области, вице-губернатор.
- Горбань, Сергей Иванович — первый заместитель главы администрации Ростовской области, вице-губернатор.
- Бевзюк, Валерий Николаевич — глава Азовского района
- Колесникова, Нина Фёдоровна — советская велосипедистка, рекордсменка мира.
- Москаленко Зинаида Сергеевна — Заслуженный учитель Российской Федерации.
- Сулименко Александр Иванович — Заслуженный строитель Российской Федерации.

## Достопримечательности
- Храм Иоанна Богослова.
- Памятник Св. Благоверным князьям Петру и Февронии  — православным покровителям семьи и брака, чей супружеский союз считается образцом христианского брака. Памятник Петру и Февронии представляет собой бронзовую скульптурную композицию с фигурами святых, держащих в руках голубей — символ семейного очага и мира.
- Мемориал памяти воинов Великой Отечественной войны[5]. Памятник павшим войнам на постаменте установлен в 1957 году.

Территория Ростовской области была заселена еще в эпоху неолита. Люди, живущие на древних стоянках и поселениях у рек, занимались в основном собирательством и рыболовством. Степь для скотоводов всех времён была бескрайним пастбищем для домашнего рогатого скота. От тех времен осталось множество курганов с захоронениями жителей этих мест. Курганы и курганные группы находятся на государственной охране.
Поблизости от территории хутора Пешково Азовского района расположено несколько достопримечательностей — памятников археологии.
- Группа из 4-х курганов «Пешково — 1», находится на западе села Пешково.
- Одиночный курган «Пешково — 2», находится на расстояние около 350 метров к северо-востоку от водонапорной башни села Пешково.
- Одиночный курган «Пешково — 3», находится на северо-западе села Пешково.
- Одиночный курган «Пешково — 4», находится на юго-востоке села Пешково.
- Группа из 2-х курганов «Петровка — 1», находится на расстоянии около 1700 метров юго-западнее села Пешково.
- Группа из 3-х курганов «Петровка — 2» находится на расстояние около 2200 метров юго-восточнее села Пешково[7].
- Памятник В. И. Ленину, находящийся на улице Буденного